# Marine royale (France)
Pour les articles homonymes, voir Marine royale.
La Marine royale est le nom donné à la marine de guerre française sous la monarchie. Elle a eu l'appellation de Marine royale de sa création en 1624 jusqu'à la chute de la monarchie en 1848. Elle est appelée Marine impériale sous les deux empires, et Marine nationale sous les régimes républicains. Ses plus grands adversaires sont au XVIIe siècle la marine royale espagnole, puis de 1689 à 1815, la marine royale britannique.

## Moyen Âge et Renaissance
La flotte française apparaît en même temps que les extensions territoriales au XIIIe siècle qui offre des débouchés à la mer au domaine royal. La première marine est composée de petits bateaux de transport sans capacité de combat avec des pirates comme capitaine. Pour les grandes campagnes en Méditerranée, le roi doit faire appel à des flottes génoises ou vénitiennes, alors qu'en Atlantique et dans la Manche ils réquisitionnent les bateaux de pêche et de commerce. C'est sous Philippe IV le Bel, qu'une véritable politique de marine militaire est mise en place avec la création d'un arsenal à Rouen pour construire de manière industrielle des navires de guerre. Le premier élément constitutif de la marine royale fut le corps royal des galères dont la création remonte à 1410. Au milieu du XIVe siècle, l'amiral, dont la charge est créé en 1270, se voit attribuer les mêmes pouvoirs sur la mer que le connétable sur la terre. Son autorité s'exerce aussi bien sur les navires militaires, que les navires civils comme les pêcheurs ou les commerçants, il est aidé par des lieutenants dans chaque grand port. Au fil des annexions, des provinces maritimes sont créées (Provence, Bretagne et Guyenne) avec à leur tête des amiraux qui entrent en conflit avec l'amiral de France dont le pouvoir devient limité à la Normandie et la Picardie.

## Ancien Régime

### Présentation
Avant le cardinal de Richelieu, la France ne dispose pas, à proprement parler, de marine de guerre, en dehors de quelques vaisseaux, souvent mal entretenus. L'État doit alors recourir aux particuliers en cas de guerre. Richelieu décide de doter le royaume d'une marine militaire appartenant réellement à l'État. C'est sous son impulsion qu'est créée une véritable Marine royale permanente en unissant et centralisant les charges liées au pouvoir maritime. Elle commence en 1626, avec la création du titre de grand maître de la navigation et sa nomination à ce poste. L'année suivante, la charge d'amiral est supprimée, car dotée d'un trop grand pouvoir autonome. Jusqu'en 1635, il achète ou fait disparaitre les charges concurrentes, à cette date il possède la totalité du pouvoir maritime. La charge de grand maître de la navigation est supprimée et celle d'amiral rétablie en 1669, mais elle devient essentiellement honorifique et souvent exercée par des enfants pour ne pas gêner le secrétaire d'État de la marine qui récupère la réalité du pouvoir maritime, malgré des tensions lorsque le titulaire de la charge d'amiral devient majeur.

### Amiral
L'amiral est à la tête d'une juridiction exercée en son nom par des magistrats, chargé de juger les affaires judiciaires liés aux affaires maritimes ou les crimes et délits commis dans les ports. Il est assisté par le Conseil des prises, pour les affaires relevant de la capture des navires en temps de guerre. À la fin du XVIIe siècle, il devient le Conseil de l'amiral de France avec des attributions administratives consulté pour la préparation des ordonnances sur la course, pour édicter les règlements et surveiller les officiers de marines.

### Secrétariat d'État de la marine
Le secrétariat d'État de la marine s'occupe aussi bien de la navigation militaire que civile, mais aussi des ports, des arsenaux, des consulats, des colonies et des compagnies de commerce. Il est à la tête de deux hiérarchies d'officiers : les officiers de vaisseau qui sont des militaires et les officiers de plume qui sont des civils. Une dualité existe jusqu'à ce que la plume prenne l'avantage sur les militaires à la fin du XVIIe siècle. La hiérarchie des officiers de vaisseau est la suivante : à sa tête, l'amiral et les deux vice-amiraux du Ponant (Atlantique) et du Levant (Méditerranée), plus deux autres, par la suite, dans les colonies. En dessous, des lieutenants généraux des armées navales, les chefs d'escadre, les capitaines de vaisseau, les officiers majors, les capitaines de frégate et de flûte et enfin les enseignes de vaisseau. La hiérarchie des officiers de plume est : les intendants responsables de la logistique, un par port ou arsenal. Les commissaires de la marine sont les assistants des intendants. Les contrôleurs chargés de la gestion administrative et comptable. Les écrivains contrôlent la construction des navires et sa gestion administrative une fois celui-ci terminé.
L'administration centrale de la marine est assez rudimentaire jusqu'au début du XVIIIe siècle. Elle est divisée en quatre bureaux dont les attributions ne sont pas clairement réparties, deux bureaux à compétence géographique (Ponant et Levant) et deux bureaux spécialisés (bureau des fonds et direction du commerce). La création de bureaux se multiplie par la suite, alors que la distinction entre Ponant et Levant disparait de plus en plus. Le dépôt des archives est fondé en 1699, le bureau des consulats du Ponant en 1709, le bureau des colonies en 1710, le bureau des classes (recrutement des matelots) en 1711, le dépôt des cartes et plans en 1720, le bureau des consulats du Levant et le bureau de la police des ports en 1738. En 1743, les bureaux des consulats du Levant et du Ponant fusionnent en un seul intitulé bureau du commerce et des consulats. En 1786, les bureaux sont regroupés en quatre grands services dirigé chacun par un intendant général : intendance générale des fonds ; direction générale des ports et arsenaux ; administration des consulats, du commerce maritime et des pêches ; intendance générale des colonies. Les finances sont gérées par les trésoriers généraux de la marine.

### Ports et bâtiments maritimes
Les ports français peuvent être classés en plusieurs groupes, les ports de commerce, les ports de guerre et ceux de pêche. Certains existent depuis très longtemps et d'autres sont créés entièrement par la volonté royale. Le commerce dans les grands ports s'exerce par la chambre de commerce, un organisme composé des négociants pour la défense et la promotion de leurs intérêts économiques. La plus grande et la plus ancienne est la chambre de commerce de Marseille, fondée en 1600. Elle est la plaque tournante de l'activité commerciale du royaume dans la Méditerranée. Les autres sont créées dans la première moitié du XVIIIe siècle en même temps que le bureau du commerce dont elles deviennent en quelque sorte les correspondantes locales. Les ports de guerre sont dirigés directement par le secrétaire d'État à la marine par le biais de commandant de port et d'intendant de la marine. Toulon est le plus ancien de ces ports et par la suite des arsenaux sont construits dans des villes comme Brest, Rochefort, Lorient, Le Havre ou encore Cherbourg. À partir de 1665, l'arsenal des galères est transféré de Toulon à Marseille qui devient à la fois un port commercial et de guerre.
La flotte est composée de deux types de bâtiments maritimes : les galères et les vaisseaux ronds. Tous servent aussi bien pour la guerre que pour le commerce. 
En 1635, Richelieu achète la charge de général des galères avec comme objectif la constitution d'une flotte permanente de plusieurs dizaines de galères. L'équipage est composé d'une part des officiers et des soldats et d'un petit nombre de volontaires, d'esclaves de l'Empire ottoman et de forçats. La condamnation à la galère est une des peines privilégiées par les tribunaux pour les condamnés d'État, puis ceux de droit commun au XVIIIe siècle. Devenues obsolètes sous le règne de Louis XIV en raison de leur manque d'artillerie, elles sont chargées de missions d'escorte ou de reconnaissance. Par la suite, elles se transforment en manufactures flottantes et les forçats sont également internés dans des bagnes établis dans les ports. Les galères sont supprimées à la Révolution. 
Les vaisseaux ronds sont les grands navires de guerre qui supplantent définitivement les galères grâce à leur maniabilité et leurs capacités d'armement. Les équipages sont composés au début par la presse, c'est-à-dire le recrutement forcé dans les quartiers pauvres des ports. Sous Colbert, le système est modifié. Désormais les inscrits des provinces maritimes sont divisés en classes appelées à servir à tour de rôle selon les périodes et les provinces. Ce système ne fonctionna jamais correctement à cause des résistances suscitées et ce malgré les avantages créés en même temps, comme la caisse des Invalides de la Marine.

### Formation des officiers
Initiée par Richelieu en 1626, la formation des officiers est structurée en 1669 par Colbert qui crée les « Compagnies des gardes de la marine » et ouvre deux sites de formation à Rochefort et Toulon. Puis dans les années 1680 c'est son fils Jean-Baptiste Colbert de Seignelay qui ouvre un troisième site à Brest et met en place une formation spécifique avec une flotte de trois frégates. Sous le règne de Louis XV, est créée la compagnie des « gardes du pavillon », puis, pour essayer de résoudre le problème récurrent que pose les gardes de la marine, il crée en 1773 l'École royale de la Marine du Havre. Première école navale, elle remplace les formations existantes, mais Louis XVI ferme la nouvelle école en 1775 pour retourner à la situation précédente.

### Consulats
Les consulats remontent au Moyen Âge où leurs titulaires sont nommés et payés par les marchands de leur nation établis dans les villes commerciales. Leur rôle consiste à défendre les intérêts des marchands vis-à-vis des autorités locales. C'est par le règlement du 7 mars 1669 que les consulats sont rattachés au secrétariat d'État de la Marine. Leurs compétences s'élargissent, ils deviennent les représentants du roi dans les villes étrangères, mais aussi des juges, des protecteurs et des guides qui font exécuter les décisions royales. Ils arbitrent les conflits entre marchands et jouent le rôle de police économique. Les consulats sont surtout développés dans les pays bordés par la Méditerranée en particulier en terres musulmanes. En Europe du Nord, il n'en existe que dans les principaux ports. Les consuls sont assistés par un chancelier qui tient les registres et par un interprète dans l'Empire ottoman recruté dans la noblesse locale, puis, par la suite, par des Français élevés depuis l'enfance chez les Turcs pour y apprendre les langues. À partir du 14 février 1793 les consulats sont rattachés au ministère des affaires étrangères et se voient confier comme mission de protéger les intérêts et les droits des ressortissants.